# Nudaria suffusa
Nudaria suffusa là một loài bướm đêm thuộc phân họ Arctiinae, họ Erebidae.